# Alexander Leitch
Pour les articles homonymes, voir Leitch.
Alexander Park Leitch, baron Leitch, né le 20 octobre 1947 à Blairhall (Écosse) et mort le 4 octobre 2024,, est un pair travailliste britannique et président de Bupa and FNZ Ltd.
Il est auparavant président de Intrinsic Financial Services et membre fondateur. En outre, il est président de Scottish Widows, vice-président de Lloyds Banking Group et membre du conseil d'administration d'Old Mutual Wealth. Il est administrateur de la Lloyds Banking Group Charitable Foundation.
Il est aussi chancelier du Carnegie College, président d'un nouveau groupe de réflexion appelé « The Center for Modern Families » et conseiller stratégique d'un organisme de bienfaisance du prince de Galles appelé PRIME.

## Biographie
Alexander Park Leitch est né le 20 octobre 1947 à Blairhall. Il fait ses études à l'école secondaire Dunfermline et se voit offrir une place à l'université à seulement 16 ans. Cependant, il refuse sa place et va à Londres pour travailler dans le département informatique d'une compagnie d'assurances.
En 1965, il commence sa carrière en tant que programmeur informatique, en écrivant le tout premier programme de moteur de recherche d'assurance-vie en 1967. Il reste dans le secteur de l'assurance tout au long de sa carrière, devenant directeur général d'Allied Dunbar avant de fusionner avec Zurich Financial Services en 1998. Il est ensuite nommé directeur général de Zurich Financial Services UK et prend sa retraite en 2004.
Leitch devient pair à vie en tant que baron Leitch, d'Oakley à Fife le 7 juin 2004.
Ayant démontré son engagement envers le service public, il est président du Panel national de l'emploi en 2004 et dirige également le Leitch Review of Skills, publié le 5 décembre 2006.
L'objectif de l'examen est « d'identifier le mix optimal de compétences du Royaume-Uni pour 2020 afin de maximiser la croissance économique, la productivité et la justice sociale, d'établir l'équilibre des responsabilités pour atteindre ce profil de compétences et d'examiner le cadre politique nécessaire pour le soutenir ». En 2017, il commence à mettre en place le « What Is More? » Fondation, pour encourager le débat spirituel et multiconfessionnel.
Leitch est décrit comme un « confident » de Gordon Brown.

## Vie privée
Alexander Leitch a trois filles de son premier mariage et une fille et un fils de son second. Il est installé à South Kensington, Londres jusqu’à son décès, et a une maison à Édimbourg.
Il est un fervent supporter de son équipe de football écossaise locale (Dunfermline Athletic) et est passionné par la collection d'antiquités et le whisky de malt raffiné.
Il est Freeman de la Cité de Londres. Il est titulaire d'un doctorat honorifique en administration des affaires et d'une bourse du Carnegie College.